# Средства массовой информации Нигера
Средства массовой информации Нигера, по утверждениям «Репортёров без границ», испытывают серьёзные финансовые проблемы. Иностранные репортёры в Нигере сталкиваются с проблемами в связи с задержаниями полиции из-за критических репортажей. Различные группы за свободу прессы согласны с тем, что ограничения свободы СМИ в Нигере препятствуют развитию страны.

## Оценки и исследования
Базирующийся в Гане фонд СМИ для Западной Африке объявил в своём ежегодном обзоре, опубликованном 9 января, что в 16 странах, которые он отслеживал в 2007 году, из всех 142 зарегистрированных случаев нарушений свободы прессы 23 случая были зарегистрированы в Нигере: самый высокий показатель во всех странах Западной Африки.
Взвешенное исследование «Репортёров без границ», проведённое в 2006 году, показало, что страны Кот-д'Ивуар, Гвинея, Гвинея-Бисау, Сьерра-Леоне, Нигерия и, особенно, Гамбия, являются более опасными местами для репортёров, чем Нигер.

## Инциденты
Глава организации Transparency International по борьбе с коррупцией заявил, что репрессии в СМИ Нигера начались в 2007 году, когда правительство начало реагировать на недавно сформированное повстанческое движение, действующее на севере страны.
Как минимум 14 журналистов были арестованы в 2007 году. Среди них корреспондент «Радио Франс Энтернасьональ», глава газеты Нигера и два французских журналиста, посетившие страну для репортажа для французского телеканала. По данным правительства Нигера, эти задержания связаны с освещением темы повстанческого движения на севере страны, которое правительство запретило освещать всем национальным и международным журналистам.
В 2018 году СМИ начали протест из-за введения новых налогов, по их словам, они были введены для устрашения.

## Газеты
В Нигере имеются десятки независимых газет.

## Телевидение
Имеется государственный телеканал Télé Sahel и четыре частных телеканала, к примеру Dounia TV и Tenere TV.

## Радио
La Voix du Sahel — единственная национальная радиостанция Нигера. Вещает на французском, арабском, хауса и местных языках. Существуют частные радиостанции: Radio Saraounia, Anfani FM, R&M (Radio et Musique) и Tenere FM. Только в столице Нигера Ниамей частных радиостанций насчитывается 30.
Среди иностранных радиостанций в Нигер вещают «Радио Франс Энтернасьональ», «Голос Америки» и BBC World Service, последняя вещает в Ниамей на частоте 100,4 FM.

## Интернет
На июнь 2019 года в Нигере насчитывалось 2,3 миллиона пользователей Интернета, что составляет около 10 % населения. Из них 480 000 являются активными пользователями социальных сетей. Самая используемая социальная сеть в стране — Facebook. Доступ к социальным сетям был заблокирован на три дня во время президентских выборов 2016 года.
Новостные веб-сайты Нигера: Niger Express, Journal du Niger, Tamtam Info, ActuNiger, Niamey et les 2 Jours.